# Liocarcinus vernalis
Liocarcinus vernalis, cua bơi xám, là một loaì cua nhỏ, sống trong vùng nước nông trong phân họ Polybiinae (hoặc coi là họ Polybiidae) trong họ Carcinidae.
L. vernalis trong một thời gian dài đã được cho là loài chủ yếu sinh sống ở Địa Trung Hải, nhưng phạm vi được biết đến của loài cua này đã được mở rộng bởi một loạt các quan sát trong những năm 1980 và 1990. Nó nằm trong khoảng từ Tây Phi đến Biển Bắc.